# جيمس كوك (ملاكم)
جيمس كوك (بالإنجليزية: James Cook) (17 مايو 1959 - 7 يونيو 2025) هو ملاكم بريطاني.

## روابط خارجية
- جيمس كوك على موقع بوكس ريك (الإنجليزية) (registration required)